# Juli Pardo i Padrós
Juli Pardo i Padrós (Barcelona, 14 de juliol de 1951 - Barcelona, 11 de maig de 2018), fou un advocat i exdirigent esportiu català. Va ser president del Reial Club Deportiu Espanyol de Barcelona entre els anys 1989 i 1993.

## Trajectòria
Pardo es va llicenciar en Dret el 1973. Amb 18 anys es va fer soci del RCD Espanyol. A mitjan 1989, amb només 38 anys, es va donar a conèixer encapçalant el denominat Grup dels 18, un col·lectiu integrat per joves professionals liberals, l'objectiu era concórrer a les eleccions a la presidència del club, les primeres celebrades per sufragi directe en la història l'entitat barcelonina. En aquell moment l'Espanyol vivia una situació delicada, amb la dimissió de n'Antoni Baró i una mala ratxa esportiva, que va culminar amb el descens a Segona Divisió. Els comicis es van celebrar el 3 de desembre de 1989, i Pardo es va imposar amb un 41% dels vots, superant les candidatures de Manuel Meler (27%), Pablo Ornaque (18%) i Abel Hernández (14%).
En la seva primera temporada el club va aconseguir recuperar la categoria, després de superar una agònica promoció contra el CD Màlaga. Aquest va ser l'èxit esportiu més rellevant durant el mandat de Pardo, ja que les següents temporades l'equip només va poder lluitar per mantenir la categoria.
Més destacada va ser la seva gestió en els despatxos, on va liderar la conversió del club a societat anònima esportiva, entre 1991 i 1992. Paral·lelament, van aparèixer grups opositors que van criticar la falta de transparència en la gestió del club. El setembre de 1992, José Manuel Lara va denunciar que durant el mandat de Pardo s'havia acumulat un deute proper als 6.000 milions de pessetes.
Els mals resultats econòmics i esportius, juntament amb la pressió de l'oposició, que lideraven la família Lara i Claudi Biern Boyd, va obligar finalment a Pardo a presentar la dimissió, en la primera junta general d'accionistes celebrada després de la conversió del club en SAD, el 21 de gener de 1993. En aquesta assemblea va ser elegit Francesc Perelló com a home de consens al capdavant del club.
El novembre de 1994 la junta d'accionistes de l'Espanyol va reprovar Juli Pardo, després de presentar el Consell de Perelló un informe on es qualificava la gestió de l'anterior president com a "negligent, malgastadora i compromesa per al club". Finalment, l'Espanyol es va veure abocat a vendre el seu estadi a la carretera de Sarrià per poder esbandir el deute contret, que superava els 11.000 milions de pessetes.